# ديف إيفرت
ديف إيفرت (بالإنجليزية: Dave Everett)‏ هو كاتب أسترالي، ولد في 1962 في Campbell Town, Tasmania ‏ في أستراليا، وتوفي في 2013.